# 欧洲团结
欧洲团结（羅馬化：Yevropeiska Solidarnist），原名彼得·波罗申科集团“团结”（羅馬化：Blok Petra Poroshenka «Solidarnist»），是乌克兰的一个政党，成立于2014年10月。前总统彼得·波罗申科是该党领袖。
在2014年10月26日举行的第8届乌克兰议会选举中，波罗申科联盟以21.81%的得票率屈居第二，赢得63个议席。但波罗申科联盟在单席位选区举荐的候选人多数获得胜利，其议席总计达到132个，成为乌克兰最高拉达第一大党。
隨著彼得·波罗申科尋求連任總統失敗，2019年5月24日，彼得·波罗申科集团“团结”更名为欧洲团结。該黨在同年議會選舉中只取得25席，故下野成為反對黨。